# カピストラーノ
カピストラーノ（イタリア語: Capistrano）は、イタリア共和国カラブリア州ヴィボ・ヴァレンツィア県にある、人口約1,000人の基礎自治体（コムーネ）。

## 地理

### 位置・広がり

#### 隣接コムーネ
隣接するコムーネは以下の通り。括弧内のCZはカタンザーロ県所属を示す。
- キアラヴァッレ・チェントラーレ (CZ)
- フィロガーゾ
- マイエラート
- モンテロッソ・カーラブロ
- サン・ニコーラ・ダ・クリッサ
- サン・ヴィート・スッロ・イオーニオ (CZ)
- トッレ・ディ・ルッジェーロ (CZ)